# 佩雷迪利斯凯

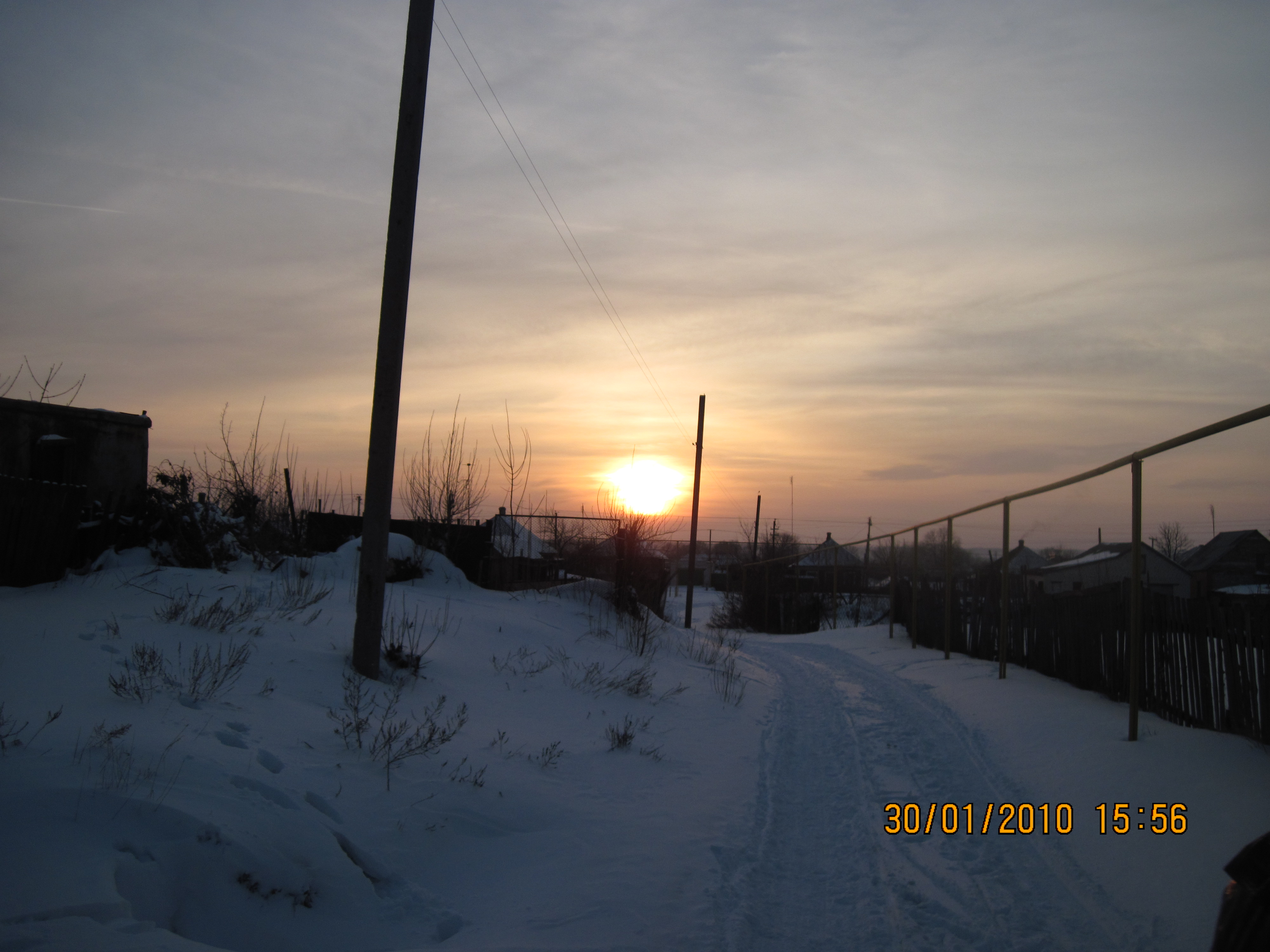
佩雷迪斯凯

48°45′25″N 39°8′56″E / 48.75694°N 39.14889°E
佩雷迪利斯凯（烏克蘭語：Передільське）是位於烏克蘭東部的村莊，由盧甘斯克州夏斯佳區夏斯佳市鎮負責管轄。該村始建於1776年，面積6.5平方公里，海拔高度42米，2001年人口1,191，人口密度每平方公里183人。